# Australisch rugbyteam (mannen)

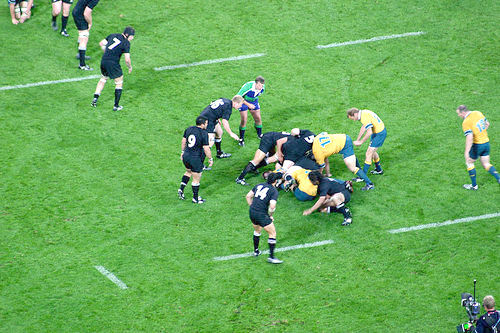
wedstrijd van Australië tegen Nieuw-Zeeland

Het Australisch rugbyteam is een team van rugbyers dat Australië vertegenwoordigt in internationale wedstrijden. Het team wordt vaak de Wallabies genoemd.
Het Australisch rugbyteam heeft aan alle edities van het wereldkampioenschap rugby meegedaan. Ze hebben dit toernooi twee keer gewonnen, in 1991 en 1999. Samen met Zuid-Afrika en Nieuw-Zeeland is Australië het enige land ter wereld dat de wereldtitel meermaals wist te winnen. Hiernaast hebben ze drie keer de The Rugby Championship gewonnen. Dit is het toernooi waar jaarlijks naast Australië ook Argentinië, Nieuw-Zeeland en Zuid-Afrika aan meedoen.

## Geschiedenis
Vanaf 1883 speelden Australische rugbyspelers internationale wedstrijden, vooral tegen Nieuw-Zeeland. Deze Australische teams bestonden uit spelers van een Australische provincie. Hierdoor worden deze teams meestal niet gezien als het Australisch nationale team. De eerste wedstrijd van Australië die wel gezien wordt als officieel, is de wedstrijd op 24 juni 1899, in Sydney. Australië won met 13-3 van de Britse Eilanden. Maar ook in deze wedstrijden bestonden de Australische spelers vooral uit inwoners van de provincie waar de wedstrijd werd gespeeld.
In de decennia hierna wist het Australisch rugbyteam zijn status als topland te behouden. Ze speelden regelmatig tegen andere toplanden en vooral tegen Nieuw-Zeeland.
Het eerste wereldkampioenschap rugby mocht georganiseerd worden door Australië, samen met Nieuw-Zeeland. Op dit wereldkampioenschap rugby 1987 wist Australië de vierde plaats te behalen. Vier jaar later wisten ze het wk in Engeland zelfs te winnen. Dit werd gedaan door in de finale het gastland te verslaan. Ook in 1999 wist Australië de titel te veroveren. Met deze twee overwinningen heeft Australië een recordaantal wereldtitels. Het wereldkampioenschap rugby 2003 werd weer georganiseerd door Australië. Ze bereikten de finale, maar in de extra tijd werd de finale met 20-17 verloren van Engeland. Ook in 2015 haalde het land de finale, die verloren werd van Nieuw-Zeeland.

## Tenue
Het Australisch rugbyteam speelt in een gouden shirt met een groene broek en kousen. Tijdens de eerste wedstrijden van Australië droeg het team een ander tenue. Men speelde telkens in de kleuren van de provincie waarin de wedstrijd werd gespeeld. Dus als de wedstrijd in Queensland werd gespeeld, speelde het Australisch team in donkerrood en in New South Wales speelden ze in het blauw. Vanaf 1928 werd er gespeeld in een groen shirt. In 1961 werd er besloten om in een geel shirt te spelen, wat tot nu toe, naast kleine wijzigingen, nog steeds wordt gedragen.
Op het shirt staat een embleem met daarop een kangoeroe. Dit omdat de bijnaam van het team de Wallabies is, naar de wallaby, een soort kangoeroe die veel in Australië voorkomt.

## Stadions

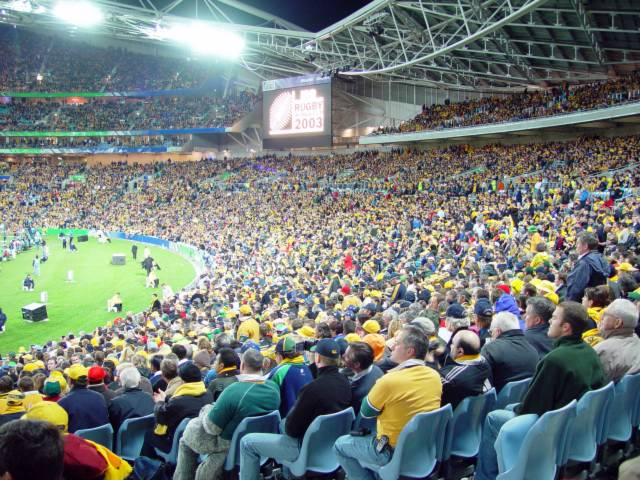
De openingswedstrijd van Australië tijdens het wk 2003 in het Telstra Stadium.

Het nationale rugbyteam van Australië speelt zijn wedstrijden in verschillende stadions. De meest gebruikte stadions zijn Telstra Stadium in Sydney, Telstra Dome in Melbourne, Suncorp Stadium in Brisbane en Subiaco Oval in Perth.
Bij de rugbywedstrijd op 15 juli 2000 tegen Nieuw-Zeeland voor de Tri Nations Series waren er 109.874 toeschouwers in Telstra Stadium. Dit is een recordaantal bezoekers voor een rugbywedstrijd.

## Wereldkampioenschappen
Australië heeft aan elk wereldkampioenschap deelgenomen. Ze organiseerden het toernooi in 1987 en 2003 en werden kampioen in 1991 en 1999.
- WK 1987: vierde
- WK 1991: wereldkampioen
- WK 1995: kwartfinale
- WK 1999: wereldkampioen
- WK 2003: tweede
- WK 2007: kwartfinale
- WK 2011: derde
- WK 2015: tweede
- WK 2019: kwartfinale